# یواس‌اس وینیپک
یواس‌اس وینیپک (به انگلیسی: USS Winnipec) یک کشتی بود که طول آن ۲۲۵' ۰" بود. این کشتی در سال ۱۸۶۴ ساخته شد.